# Argenta (Italië)
Argenta is een gemeente in de Italiaanse provincie Ferrara (regio Emilia-Romagna) en telt 21.971 inwoners (31-12-2004). De oppervlakte bedraagt 311,0 km², de bevolkingsdichtheid is 70.6 inwoners per km².
De volgende frazioni maken deel uit van de gemeente: Anita, Bando, Benvignante, Boccaleone, Campotto, Consandolo, Filo, Longastrino, Ospitale Monacale, San Biagio, San Nicolò, Santa Maria Codifiume, Traghetto.

## Demografie
Argenta telt ongeveer 9176 huishoudens. Het aantal inwoners daalde in de periode 1991-2001 met 3,9% volgens cijfers uit de tienjaarlijkse volkstellingen van ISTAT.
| Jaar | Inwoneraantal |
| ---- | ------------- |
| 1991 | 22.529        |
| 2001 | 21.648        |

## Geografie
De gemeente ligt op ongeveer 4 meter boven zeeniveau.
Argenta grenst aan de volgende gemeenten: Alfonsine, Baricella, Conselice, Ferrara, Portomaggiore, Comacchio, Imola, Molinella, Ravenna, Voghiera.

## Geboren
- Lamberto Leoni (1953), Formule 1-coureur

## Externe link

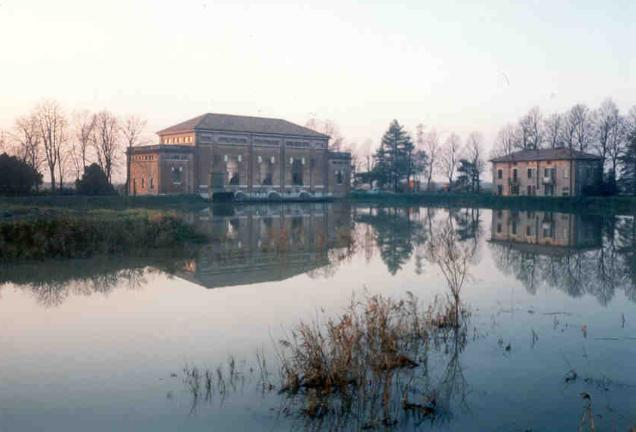
Waterwinning bij Argenta